# Leptopezella perata
Leptopezella perata är en tvåvingeart som beskrevs av Sinclair och Meg S. Cumming 2007. Leptopezella perata ingår i släktet Leptopezella och familjen puckeldansflugor.
Artens utbredningsområde är Western Australia. Inga underarter finns listade i Catalogue of Life.